# Востров Антон Андрійович
Антон Андрійович Востров (нар.квітень 1941) — радянський футболіст, що грав на позиції воротаря. Відомий за виступами в українських клубах радянської другої групи класу «А» «Локомотив» (Вінниця) і «Таврія» (Сімферополь), а також у складі харківського «Авангарда» у вищому радянському дивізіоні.

## Клубна кар'єра
Антон Востров розпочав виступи на футбольних полях у 1960 році в команді класу «Б» «Металург» з Череповця. У 1961 році він став гравцем іншого клубу класу «Б» «Локомотив» з Вінниці. У новій команді Востров швидко став одним із гравців основи. відзначався надійною грою. і вже за два роки отримав запрошення до команди вищого радянського дивізіону «Авангард» з Харкова. Щоправда, у вищому дивізіоні він зіграв лише 2 матчі, після чого отримав запрошення до однієї з найсильніших радянських команд того часу «Динамо» (Київ), проте там грав лише у дублюючому складі. У 1964 році Востров повернувся до вінницької команди, та відразу ж стає у її складі чемпіоном УРСР в класі «Б», та з наступного року грає у складі «Локомотива» вже в другій групі класу «А». У вінницькій команді Востров грав до кінця сезону 1968 року, а на початку 1968 року він одночасно з іншими досвідченими футболістами Віктором Суковіциним та Анатолієм Кваніним, та молодим футболістом Віктором Сугаком став гравцем команди другої групи класу «А» «Таврія» з Сімферополя. У 1970 році він разом із командою став срібним призером першості УРСР, яка розігрувалась у зональному турнірі другої групи «А». У 1971—1972 роках Антон Востров грав у складі команди другої ліги «Будівельник» з Полтави. У 1973 році він грав у складі аматорської команди «Будівельник» з Вінниці, після чого завершив виступи на футбольних полях.

## Досягнення
- Переможець чемпіонату УРСР з футболу 1964.
- Срібний призер чемпіонату УРСР з футболу 1970